# Cerithiopsis columna
Cerithiopsis columna är en snäckart som beskrevs av Carpenter 1864. Cerithiopsis columna ingår i släktet Cerithiopsis och familjen Cerithiopsidae. Inga underarter finns listade i Catalogue of Life.